# Brinken
Brinken är ett bostadsområde i södra Motala, Östergötland. Området har historisk betydelse med den så kallade Brinkebacken, som i äldre tid var en galgbacke och avrättningsplats. Galgen syntes över hela samhället och verkade avskräckande. 
Sveavägen delar av området från Övre Holm, och området ligger i tät anslutning till skogs- och rekreationsområdet Fålehagen. Brinken domineras uteslutet av villabebyggelse, och närmaste skola är Södra Skolan (F-9). Även pizzeria, kiosk och mack finns i närheten.